# Katekizam
Katekizam, punim imenom Katekizam Katoličke Crkve (lat. Cathecismus Catholicae Ecclesiae; skr. KKC), zbirka je izjava katoličkoga nauka izdana u obliku knjige ili na nekom drugom mediju.
Katolička Crkva više je puta kroz povijest izdavala katekizme. Posljednji je Katekizam Katoličke Crkve iz 1994.
Kao pomagalo u nastavi vjeronauka izdavali su se i mali katekizmi koji u vrlo sažetom obliku predstavljaju katoličku vjeru.

## Vanjske poveznice
- Katekizam